# Dani Yatom
Dani Yatom (în ebraică דני יתום; n. 15 martie 1945, Netania, Palestina sub mandat britanic) este un general și om politic israelian, care a îndeplinit funcția de director al Mossad (1996-1998).
Generalul Dani Yatom a fost comandant al Armatei de Centru a Israelului (1991-1993) și secretarul militar al prim-miniștrilor Itzhak Rabin și Shimon Peres (1993-1996).
După eliberarea din armată a fost deputat în Knesset din partea Partidului Muncii între anii 2003-2008.